# Качани

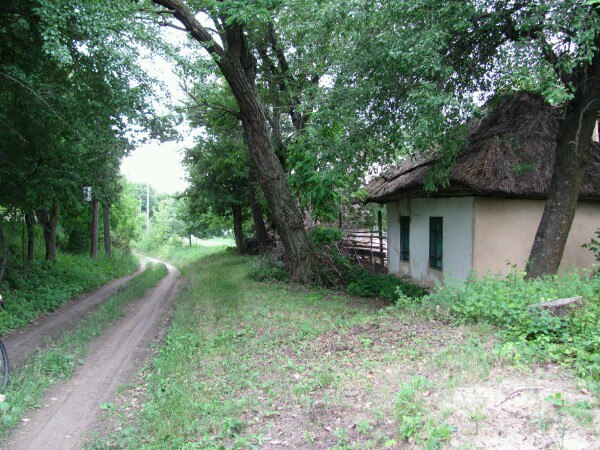
На околиці хутора Качани

Качани́ — хутір Чигиринського району, Черкаської області в Україні. Підпорядковується с. Вершаці, де є його кутком. Через хутір протікає р. Ірклій. Населення станом на 2015 р. — 1 особа.

### Географічне положення
На півночі межує з м. Чигирин, на сході з с. Чернече, на заході з с. Вершаці на півдні з с. Тарасо-Григорівкою.

### Історія
Найімовірніше, хутір був заснований близько ста років тому. Являє собою одну вулицю до десяти хат. Ця вулиця носить назву Богдана Хмельницького.

До початку другої половини минулого століття тут вирувало життя, по інший берег від хутора через Ірклій стояли виноградники і різні садки, працювали винокурні. Люди вели господарство. 

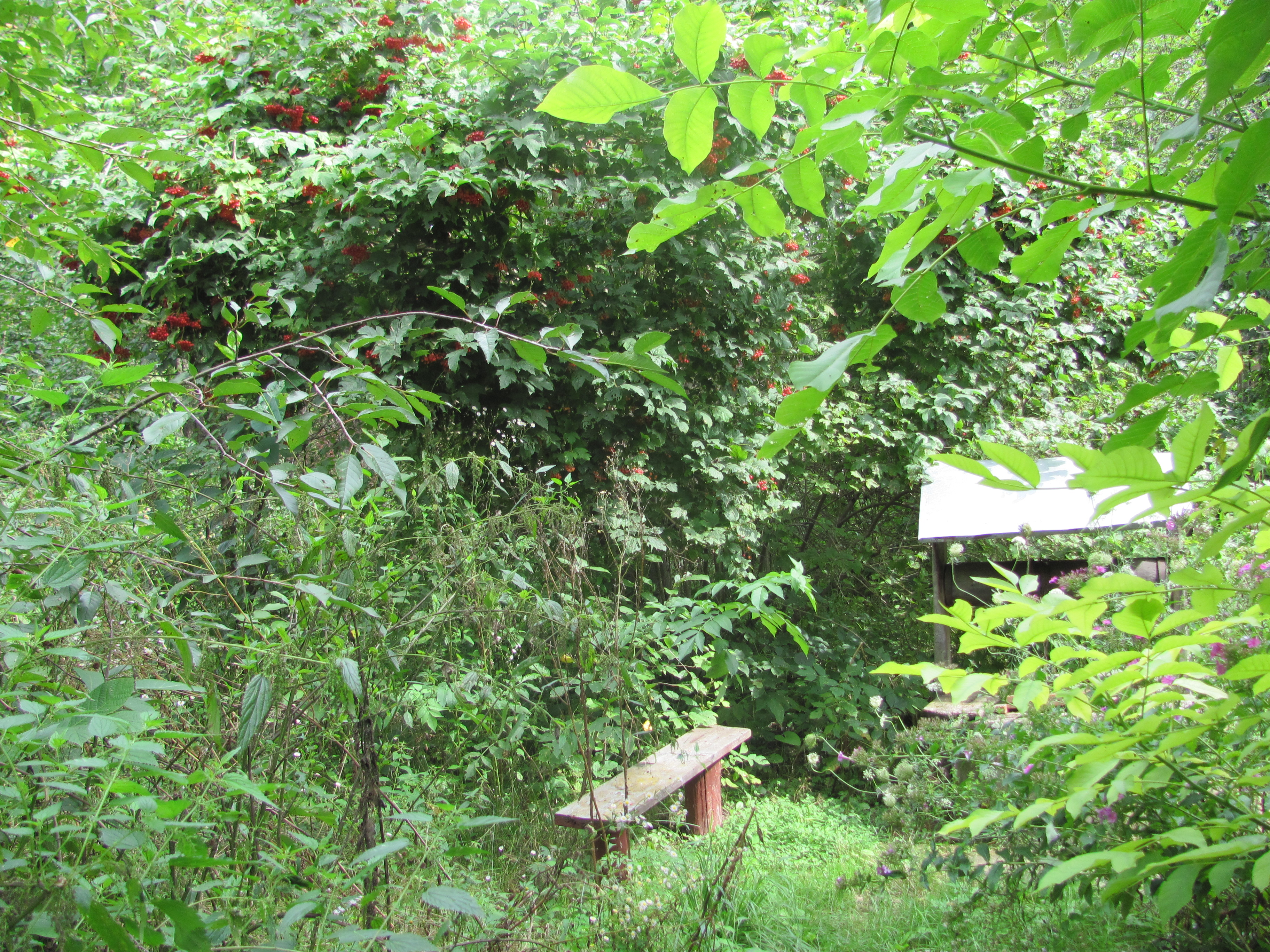
На околицях хутора.

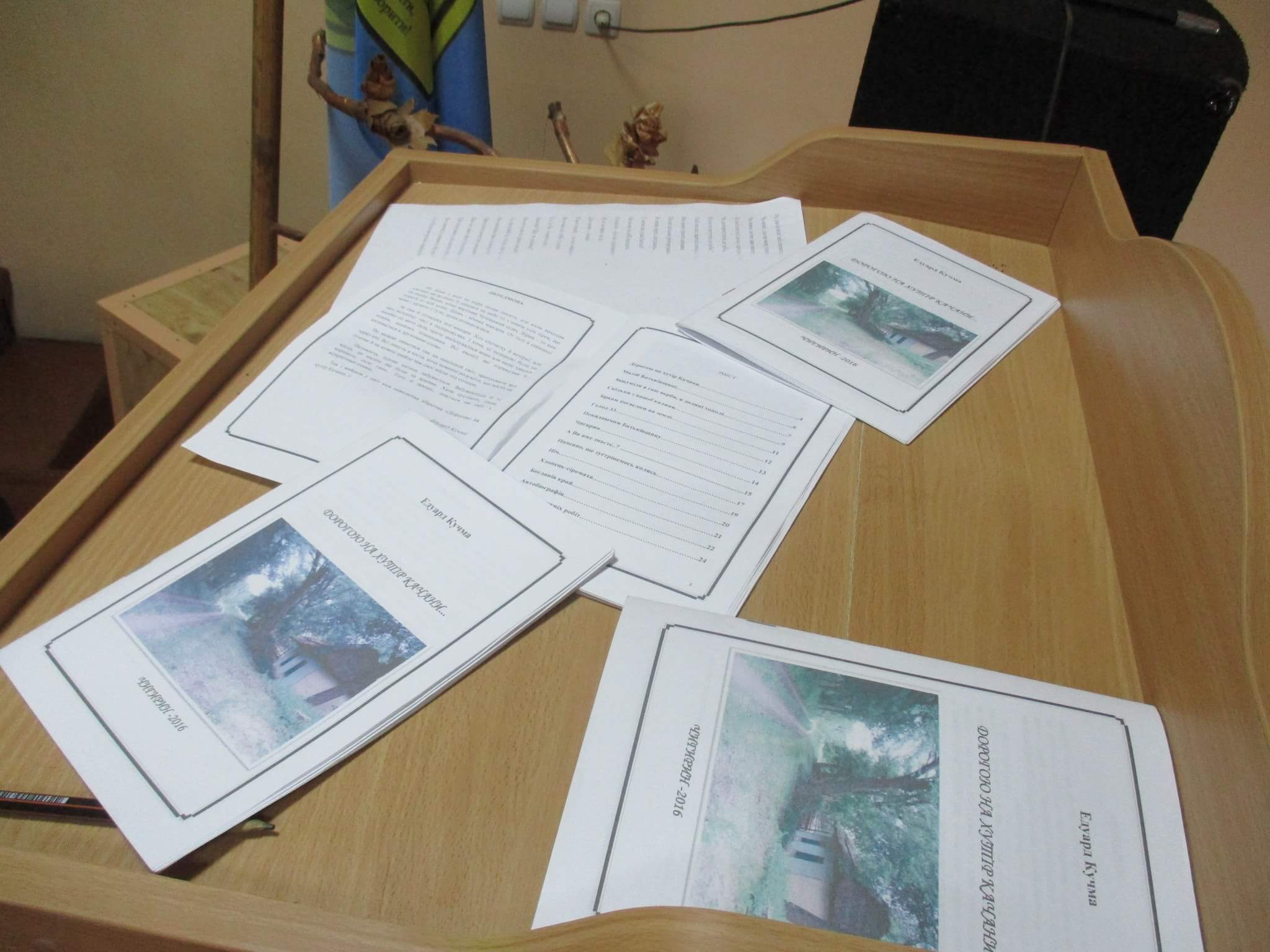
«Дорогою на хутір Качани»

У період радянської влади біля хутора утворили ставок, пізніше викопали силосні ями для заготівлі корму вершацького колгоспу, який знаходився недалеко від хутора.

### У пам'яті
Збірник поезії «Дорогою на хутір Качани», був названий на честь хутора, щоб, хоч якось увічнити його в історії Чигиринщини.